# クーガータウン
『クーガータウン』（原題: Cougar Town）は、2009年からアメリカのABCで製作されているコメディドラマ。主演は人気テレビシリーズ、「フレンズ」でモニカ役を演じたコートニー・コックス。2010年9月から、シーズン2が放送されていたが、2013年よりTBSで放送されることになった。タイトルにあるクーガーとはピューマの別名だが、俗語では若い男性を好む金銭的にも人間的にも余裕のある30歳以上の女性の事を指す。また、ドラマの舞台となるフロリダ州の架空の町ガルフヘイヴンにある高校のスポーツチームの名がクーガーズであることから、「クーガータウン」はガルフヘイヴンの愛称でもある。
日本ではFOXライフが2010年8月8日よりシーズン1を放送開始。

## 概要
離婚したての40歳前のシングルマザーの主人公が、もう一度新たな人生を送ろうと、愛や友情、仕事などに悩みながらも新しい人生をスタートするのだが、一癖や二癖もある自分自身や家族、友人達のせいで中々思うように進まない。

## 登場人物
ジュールズ・コッブ (Jules Cobb)
演 - コートニー・コックス
このドラマの主人公。元夫のボビーと離婚し、シングルマザーになった。ボビーとの間に18歳の息子トラビスがいる。
エリー・トレス (Ellie Torres)
演 - クリスタ・ミラー
ジュールズの親友でアンディの妻。産まれたばかりの赤ちゃんがいる。
ローリー・ケラー (Laurie Keller)
演 - ビジー・フィリップス
ジュールズと同じ不動産屋で働いており、親友でもある。同じジュールズの親友のエリーとは犬猿の仲である。
ボビー・コッブ (Bobby Cobb)
演 - ブライアン・ヴァン・ホルト
ジュールズの元夫で、現在はクルーザーを駐車場に停め、クルーザーを家代わりにして生活している。
トラビス・コッブ (Travis Cobb)
演 - ダン・バード
ジュールズとボビーの息子。両親が離婚してからはジュールズの家で暮らしているが、ボビーとも仲は良い。アンディの事を慕っている一面も数多い。
アンディ・トレス (Andy Torres)
演 - イアン・ゴメス
エリーの夫。ボビーのことをとても尊敬しており、どんな事が起きても大抵はボビーの味方をする。
グレーソン・エリス (Grayson Ellis)
演 - ジョシュ・ホプキンス
ジュールズの向かいに住んでいる。自分の店を持っており自らバーテンダーをしている。一度離婚の経験あり。

## エピソード一覧

### シーズン一覧
| シーズン | シーズン | エピソード | 米国での放送日 | 米国での放送日 |
| シーズン | シーズン | エピソード | 初回           | 最終回         |
| -------- | -------- | ---------- | -------------- | -------------- |
|          | 1        | 24         | 2009年9月23日  | 2010年5月19日  |
|          | 2        | 22         | 2010年9月22日  | 2011年5月25日  |
|          | 3        | 15         | 2012年2月14日  | 2012年5月29日  |
|          | 4        | 15         | 2013年1月8日   | 2013年4月9日   |
|          | 5        | 13         | 2014年1月7日   | 2014年4月1日   |
|          | 6        | 13         | 2015年1月6日   | 2015年3月31日  |

### シーズン1 （2009年 - 2010年）
| 通算 | 話数 | タイトル                   | 原題                           | 監督                 | 米国放送日     | 視聴者数 (万人) |
| ---- | ---- | -------------------------- | ------------------------------ | -------------------- | -------------- | --------------- |
| 1    | 1    | クーガー女の悲哀           | Pilot                          | Bill Lawrence        | 2009年9月23日  | 1,128           |
| 2    | 2    | 20代を取り戻せ             | Into the Great Wide Open       | Chris Koch           | 2009年9月30日  | 925             |
| 3    | 3    | 男のウソの見抜き方         | Don't Do Me Like That          | Gail Mancuso         | 2009年10月7日  | 784             |
| 4    | 4    | 失ったものと得たもの       | I Won't Back Down              | Michael Spiller      | 2009年10月14日 | 799             |
| 5    | 5    | ジュールズのキス講座       | You Wreck Me                   | ジェイミー・バビット | 2009年10月21日 | 731             |
| 6    | 6    | 受け止められぬ愛           | A Woman in Love (It's Not Me)  | Ken Whittingham      | 2009年10月28日 | 754             |
| 7    | 7    | お1人様は楽しい            | Don't Come Around Here No More | Sanjay Shah          | 2009年11月4日  | 686             |
| 8    | 8    | ジュールズの誕生日         | Two Gunslingers                | Phil Traill          | 2009年11月18日 | 791             |
| 9    | 9    | 近くにいた理想の女性       | Here Comes My Girl             | Lee Shallat-Chemel   | 2009年11月25日 | 554             |
| 10   | 10   | 本当に大切なもの           | Mystery Man                    | ジョン・パッチ       | 2009年12月9日  | 700             |
| 11   | 11   | ジュールズのコンプレックス | Rhino Skin                     | Millicent Shelton    | 2010年1月6日   | 788             |
| 12   | 12   | 自分らしくいこう           | Scare Easy                     | Chris Koch           | 2010年1月13日  | 726             |
| 13   | 13   | 人肌が恋しい夜             | Stop Dragging My Heart Around  | Michael McDonald     | 2010年1月20日  | 753             |
| 14   | 14   | 弱い心                     | All the Wrong Reasons          | Michael Spiller      | 2010年2月3日   | 626             |
| 15   | 15   | 独りぼっちのバレンタイン   | When a Kid Goes Bad            | Michael McDonald     | 2010年2月10日  | 640             |
| 16   | 16   | 自分らしく生きよう         | What Are You Doin' in My Life? | Gail Mancuso         | 2010年3月3日   | 535             |
| 17   | 17   | 男女の友情とは             | Counting on You                | Gail Mancuso         | 2010年3月10日  | 610             |
| 18   | 18   | 人生に求めるもの           | Turn This Car Around           | ジョン・パッチ       | 2010年3月24日  | 628             |
| 19   | 19   | 本当の気持ち               | Everything Man                 | Michael McDonald     | 2010年3月31日  | 601             |
| 20   | 20   | 親子で受け継ぐもの         | Wake Up Time                   | ジョン・パッチ       | 2010年4月14日  | 580             |
| 21   | 21   | 子どもが巣立つ時           | Letting You Go                 | Michael McDonald     | 2010年4月28日  | 649             |
| 22   | 22   | 素直になろう               | Feel a Whole Lot Better        | ジョン・パッチ       | 2010年5月5日   | 593             |
| 23   | 23   | 卒業式                     | Breakdown                      | Bill Lawrence        | 2010年5月12日  | 623             |
| 24   | 24   | みんなボビーを愛してる     | Finding Out                    | Michael McDonald     | 2010年5月19日  | 614             |